# ミッション・クレオパトラ
『ミッション・クレオパトラ』（Astérix et Obélix : Mission Cléopâtre）は、2002年のフランスのコメディ映画。
バンド・デシネである『アステリックス』シリーズの実写映画化第2作で、『アステリックスとクレオパトラ』を原作としている。

## キャスト
※括弧内は日本語吹替
- アステリックス - クリスチャン・クラヴィエ（土方優人）
- オベリックス - ジェラール・ドパルデュー（銀河万丈）
- ニュメロビス - ジャメル・ドゥブーズ（鳥海勝美）
- パノラミックス - クロード・リッシュ（フランス語版）（村松康雄）
- クレオパトラ - モニカ・ベルッチ（岡寛恵）
- ジェリアス・シーザー - アラン・シャバ（岩崎ひろし）
- アモンボーフィス - ジェラール・ダルモン（青森伸）